# أسوار سبتة المرينية
الأسوار المرينية لسبتة (بالإسبانية: Murallas Merínidas de Ceuta) هي عبارة عن مجموعة من الجدران والأبراج تقع في مدينة سبتة والتي تقع حاليا تحت سلطة إسبانيا.

## تاريخ
تم تشييد هذه الأسوار في القرن الثالث عشر أثناء سيطرة المرينيين على المنطقة. تم تصنيف الجدران كمعلم تراثي ذو أهمية ثقافية عام 1985 في إسبانيا.
تم استخدام الأبراج كمأوى للقوات التي أجبرت على قضاء الليل خارج المدينة التي تعود للقرون الوسطى. من أصل 1500 متر من البناء الأصلي بقي اليوم الجناح الغربي فقط بطول حوالي 500 متر ، والعديد من المعاقل وبرجين توأمين يؤطران ما يسمى بباب فاس.